# Leptosphaerulina albulae
Leptosphaerulina albulae är en lavart som beskrevs av Crivelli 1983. Leptosphaerulina albulae ingår i släktet Leptosphaerulina, ordningen Pleosporales, klassen Dothideomycetes, divisionen sporsäcksvampar och riket svampar.   Inga underarter finns listade i Catalogue of Life.